# IGCT

Simbologia para um IGCT

O tiristor comutável por porta integrada (IGCT) é um semicondutor de potência, utilizado para comutação de corrente elétrica em equipamentos industriais. Ele está relacionado com o tiristor GTO. Foi desenvolvido em conjunto pela Mitsubishi e a ABB. Como o tiristor GTO, o IGCT é uma chave de comutação forçada, o que significa que ele pode ser ativado e desativado pelo seu terminal de controle ( gate). Os dispositivos necessários para o "drive" da porta (gate) ja se encontram presentes no componente.

## Descrição

Estrutura do IGCT

Um IGCT é um tipo especial de tiristor semelhante a um GTO. Eles pode ser ligado e desligado por um sinal na porta, têm baixas perdas de condução comparado aos GTOs, e toleram grandes valores de operação para o parâmetro (dv/dt), de modo que circuitos do tipo snubber não são necessários para a maioria das aplicações.
A estrutura de um IGCT é muito semelhante a um tiristor GTO. Em um IGCT, a corrente de comutação forçada na porta é maior do que a corrente de ânodo. Isso resulta em uma eliminação completa dos portadores minoritários injetados na junção PN inferior aumentando os tempos de desligamento. As principais diferenças são a redução no tamanho da célula com menores valores de indutância na porta da unidade de circuito e de circuito da unidade de drive. Devido aos altos valores de corrente na porta e para altos valores de dI/dt na subida representa que conexões a fio não podem ser usadas para interligar o circuito de drive  a porta da unidade IGCT. Logo a PCB do circuito é integrada ao pacote do dispositivo. 
O IGCT opera de forma muito mais rápida que o GTO permitindo que o mesmo opere em freqüências mais altas—acima de kHz para períodos de tempo muito curtos. No entanto, devido a elevadas perdas de comutação, tipicamente os componentes são limitados a operar em 500 Hz.

## Polarização reversa
IGCT estão disponíveis com ou sem a capacidade de bloqueio reverso. A capacidade de operar reversamente bloqueados adiciona uma  queda de tensão direta devido à necessidade de se ter uma longa e baixa região dopada P1. 
Os IGCTs  que são capazes de de bloquear  tensão reversa são conhecidos como  IGCT simétrico, abreviado como S-IGCT. Normalmente, a tensão de bloqueio reversa e a tensão de bloqueio direta são as mesmas. A aplicação típica para esse componente é em inversores de fontes de corrente.
Já os IGCTs incapazes de produzir o bloqueio reverso são conhecidos como IGCT assimétrico, abreviado A-IGCT. Possuem normalmente têm uma ruptura reversa da ordem de dezenas de volts.. 

## Aplicações
As principais aplicações são em inversores de frequência variável, drives e acionadores eletrônicos empregados para dispositivos de tração.